# Jerzy Andrzejewski
Jerzy Andrzejewski, poljski pisatelj, esejist, literarni kritik in politični disident, * 19. avgust 1909, Varšava, Poljska, † 19. april 1983, Varšava. Ustvarjal je v sklopu realistične tradicije, pozneje pa so v njegova dela vstopile tudi prvine modernizma, v času med obema vojnama, med 2. sv. vojno in vse do smrti leta 1983.

## Življenje
Andrzejewski se je rodil leta 1909 v Varšavi, kjer je obiskoval gimnazijo Jan Zamoyski Gimnazjum, leta 1927 maturiral in se vpisal na študij polonistike na Univerzo v Varšavi, ki ga ni zaključil. Študij je poskusil zaključiti v Parizu, kjer je tudi spoznal svojo prvo ženo. Poročila sta se avgusta 1934, Andrzejewski pa naj bi se z njo razšel na dan poroke. V tridesetih letih 20. stol. je vstopil v svet literature. V času pred 2. sv. vojno je opravljal različne funkcije pri različnih časopisih in revijah. Med letoma 1935 in 1937 je bil literarni kritik tednika Prosto z Mostu. Leta 1936 se je pridružil Zvezi poljskih pisateljev. V času pred vojno je ustvarjal svoja prva, krajša prozna dela.
Sledila je 2. sv. vojna, ko se je bil primoran z družino preseliti iz središča Varšave v njeno okolico. Njegovo umetniško ustvarjanje med vojno ni zastalo, ampak se je prestavilo v ilegalo. V tem času se je zavzel za Jude in bil soudeležen pri pomoči, ki so jim jo skrivoma ponujali na Poljskem. Po koncu vojne je med letoma 1946 in 1947 pisal za več časopisov; Krużnico, Przekrój ter Odrodzenie. V teh letih je prav tako prevzel funkcijo predsednika Zveze poljskih književnikov v Krakovu. Med letoma 1948 in 1952 je to funkcijo opravljal v Szczecinu. Leta 1950 je vstopil v Poljsko delavsko partijo (PZPR). V času članstva v partiji je propagiral ustvarjanje v sklopu socialističnega realizma, kar je počel kot publicist in glavni urednik literarnega tednika Przegląd Kulturalny (1952–1954), vendar sam v sklopu te miselnosti ni ustvarjal. V teh letih je namreč trpel mučno ustvarjalno krizo, ki se je končala z izstopom iz partije leta 1957 po oktobrskih protestih in nemirih. Svoj angažma je avtor pozneje obsodil in se odkrito kesal skozi vsa svoja poznejša dela. Zaradi sodelovanja v partiji je Andrzejewski izgubil nekaj vpliva in glasu v svetu poljske književnosti, a se je kmalu lotil popravljanja svoje negativne javne podobe.  
Postal je pomemben in očividen član Poljskega protikomunističnega solidarnostnega gibanja, ki je sicer resda nastalo šele leta 1980, vendar na podlagi Delavskega obrambnega komiteja (Komitet Obrony Robotníkow, KOR) nastalega leta 1976, pri čemer je bil Andrzejewski soustanovni član. V sklopu KOR-a je Andrzejewski nudil finančno pomoč delavcem, ki so bili zaradi protestov postavljeni v gmotno stisko in nemilost komunističnega režima. Prav tako je bil eden od štiriintridesetih podpisnikov Pisma 34, marca 1964, namenjenega vodstvu stranke PZPR, z namenom, da bi dosegli spremembe v kulturi; zagotovili večjo svobodo umetniškega izraza. Protestiral je tudi proti agresiji vojske, kar je privedlo do začasne prepovedi branja ter izdajanja njegove literature. Januarja leta 1976 pa je bil podpisnik Memoriala 101, dokumenta, s katerim so protestirali proti spremembam v poljski ustavi.
Med letoma 1955 in 1956 je urejal visoko cenjeno poljsko literarno revijo Twórczość, leta 1959 je postal predsednik Varšavske sekcije Zveze poljskih pisateljev, med letoma 1977 in 1981 pa je bil sourednik tednika Zapis, ki je omogočal glas pisateljem, ki jih je tedanja oblast cenzurirala. Ob sicer neuspešni akademski poti je leta 1981 poučeval študente Poljskega jezikovnega inštituta na Univerzi v Varšavi. 
Andrzejewski se je poročil dvakrat, pri čemer je imel tudi eno vmesno zvezo – s pozneje uveljavljeno scenaristko Wando Wertenstein, med letoma 1941 in 1943. Drugič se je poročil leta 1945 z Mario Abgarowicz. Prav tako pa se avtorja povezuje tudi s homoseksualnostjo. Leta 1942 naj bi se zaljubil v znanega pesnika Krzysztofa Baczyńskega, vendar mu ta čustev ni vračal.
Ob pomembnima sodobnikoma ter sonarodnjakoma Czesɫawu Miɫoszu in Wisɫawi Szymborski, ki sta prejela za svoje življenjsko delo Nobelovi nagradi, je tedaj vladalo visoko pričakovanje, da bo enaka sreča doletela tudi Andrzejewskega. A ni bilo tako. Nekateri dejstvu, da se to ni zgodilo, pripisujejo umetnikovo vse večje nagnjenje k alkoholizmu. To naj bi spodkopalo njegovo moralno podobo in ga stalo najprestižnejše nagrade v svetu literature. V 80. letih je avtorjev ustvarjalni zanos začel usihati. Avtor se je dve leti pred smrtjo, 19. aprila 1983, zaradi srčne kapi umaknil iz javnosti.

## Delo
Andrzejewski je svojo ustvarjalno pot nastopil leta 1932, ko je v reviji ABC objavil svoj literarni prvenec, krajše prozno delo Wobec czyjegoś życia. Novela je izšla skupaj z drugimi leta 1936 v zbirki Drogi nieuniknione (Neizogibne poti) in požela uspeh pri kritikih, saj je, napisana v sklopu realistične tradicije, poosebljala drugačnost na tedanjem z zgodovinsko avantgardo prežetem trgu. Naslednja pomembna prelomnica v avtorjevem ustvarjanju je bil izid romana Ład serca (Urejenost srca, 1938). V zgodnejših delih pisatelj slika tedanjo stisko družbenega življenja, gospodarski polom, problem brezposelnosti in vrenja med delavci. Ne ustavlja se pri opisih, temveč se osredotoči na to, kako so zunanje okoliščine vplivale na duševnost njegovih junakov. Opisuje trgovce na robu propada, odpuščene uradnike in ljudi iz družbenega dna. Pri tem se poslužuje psihoanalitične tehnike, pri čemer ne prestopi meje, ki ji pravi »konec razvidnosti« (R. Štefan). Ker je avtor izšel iz desničarskih vrst, je sprva rešitev za tragiko življenja iskal v sistemu krščanskih moralnih vrednot, kasneje pa je prišlo tako rekoč do razblinjenja iluzij. V njegovih kasnejših delih se iskanje rešitve umakne v groteskno satiro. 
Prelom v izoblikovanju avtorjeve misli je predstavljala 2. sv. vojna in nemška zasedba Poljske. Med vojno napisane zgodbe, tiste, ki niso bile uničene, je objavil v zbirki Noc (Noč, 1945) za katero je prejel nagrado Krakova. Nastale so pod neposrednim vplivom dogodkov v medvojnem času in so že tedaj razpravljali o njih na ilegalnih sestankih v Varšavi. (R. Štefan). Med prve povojne novele uvrščamo Septembrsko odo, Intermezzo, Vrnitev, Pred sodbo, Apel, Potovanje, Veliki teden in druge. Med njimi izstopa predvsem Veliki teden. Pri tem, da gre za najdaljšo novelo iz zbirke, avtor spremeni pripovedno tehniko in zgradbo, kakršne se je posluževal pri prej napisanih in v ospredje postavi vprašanje antisemitizma na Poljskem. Gre namreč za eno izmed prvih del v poljski literarni produkciji po 2. sv. vojni, ki se ukvarja s tematiko antisemitizma. V njej opisuje kolaboriranje mladih poljskih ilegalcev z okupatorjem v razmerju do politike antisemitizma. 
Zbirko Noč nasledi eno najboljših in najpomembnejših avtorjevih del – Popióɫ i diament (Pepel in diamant, 1948), ki je bilo sprva mišljeno kot novela, a je ob pisanju preraslo v roman. Naslov za delo je avtor prevzel po simbolistični pesmi Cypriana Norwida Za kulisami. Naslov ima simboličen pomen. Pepel predstavlja porušeno, od 2. sv. vojne zdelano Poljsko, ki zdaj išče smer, po kateri bo nadaljevala svojo pot. Osvoboditev izpod nacizma ne prinese pričakovanega miru, temveč krvav boj za oblast. Avtor v delu išče odgovor na vprašanje, po kakšni poti bo treba iti. Predpostavi pomembnost odpuščanja poražencu in sprejetja zmagovalca. Poskuša najti srednjo pot. Tisto, ki bo iz pepela spremenila Poljsko v diamant, spravila nasprotujoča si politična gibanja in vodila v kompromis, ki bo sprejemljiv za vse. V delu avtor uporabi različne tehnike. Osrednjega junaka – sodnika Kosseckega upodobi s tehniko epske kronike, ki je bila značilna za naturalistične pisatelje, npr. Balzaca. Po drugi plati pa v delo vpelje tudi strukture, kot je notranji monolog in fragmentarni opis pozitivnega junaka dela Štefana Szczuke. Delo Pepel in diamant je kompozicijsko strnjeno v celoto, ki ustvarja obširno panoramo poljskega povojnega življenja z njegovimi tragičnimi konflikti v časovno ozkem okvirju v le nekaj dneh po vojni (R. Štefan). Jezik dela je preprost in jasen, brez pretiranega psihologiziranja in nadrobne analize čustev. Predstavljen je tudi problem pokvarljivosti moralnih vrednot posameznika. Sodnik Kossecki v taborišču začne sodelovati z esesovci in zavoljo želje po preživetju pretepa sojetnike. Po romanu je leta 1958 Andrzej Wajda posnel film, ki je dosegel izjemen uspeh na Poljskem in tudi drugod po svetu.
Leta 1946 je Andrzejevski z Jerzyjem Zagórskim napisal verzificirano dramo Praznik Winkelrida (Świeto Winkelrida), kjer avtorja skeptično razglabljata o »sveti romantični tradiciji« in iz nje izvirajoči veri ter podvomita v smiselnost junaških dejanj. Leta 1955 je izdal satirično zbirko Zlata lisica (Zɫoty lis), ki je nastajala v zadnjih dveh letih vojne. Štiri leta pozneje je v zbirki Kakor gaj (Niby gaj, 1959) razširil Zlato lisico z drugimi, pozneje napisanimi deli, in v satiri našel, iskal rešitev za posledice grozot vojne. V njej junaštvo, tveganje ilegalcev ter zaverovanost v zmago postavlja v isto kategorijo z neumnostjo, neobčutljivostjo, smislom za prekupčevanje itd. ter vse izenačeno razvrednoti (R. Štefan).
Prizorišče del Andrzejewskega pa ni postavljeno le na Poljsko. V Ciemności kryja ziemię (Temine pokrivajo zemljo, 1957) dogajanje postavi v čas inkvizicije v Španijo. To uporabi kot metaforo za življenje na Poljskem v pravkar minuli dobi. Opisuje sistem, ki ustvarja takšne ljudi, kakršni so mu potrebni. V ospredje je postavljeno razmerje med ideologijo in oblastjo. Kakor v ostalih poznejših delih, avtor tudi v tem delu opozori na posameznikovo spremenljivo etično etiketo. Pesimizem poglobi v delu Bramy raju (Nebeška vrata, 1960). V tem delu opisuje otroški križarski pohod iz 13. stoletja. »[…] pisatelj prikaže, kako so se za vzvišenimi gesli skrivale najbolj nizkotne pobude in strasti.« (R. Štefan 1975: 24), pri čemer je roman napisan v dveh povedih. Prva zajema vso pripoved in kaže na dolgo, enakomerno pot do morja, ki so jo morali prestati otroci križarji, drugi pa je kratek, informativen: »In hodili so vso noč.« Mednarodno pozornost je Andrzejewski zbudil tudi z delom Idzie skacząc po górach (Hodi, skakáje po gorah, 1963), kjer groteskno upodobi svetovno znane umetnike. Glavni junak predstavlja Pabla Picassa, druga dva pa predstavljata dramatika Jeana Cocteaja in Arthurja Millerja. Smeši sodobno zahodno družbo in opozarja na amoralnost sodobne umetnosti (R. Štefan). Sprašuje se, ali umetniški dar, svoboda v umetnosti opravičuje amoralnost. Pisateljevo razpredanje s samim seboj in sodobnostjo se naposled vrne na domača tla, v romanu Miazga (Brezoblična gmota, 1966), kjer direktno poseže v poljsko stvarnost, ne da bi se pri tem pomen skrival preko uporabe parabole.  
Poleg romanov je Andrzejewski napisal tudi dva avtobiografska eseja Knjiga za Martina – Spomini na Varšavo (1954) in drugega, ki je izšel v revialnem tisku kot odlomek iz knjige pripravljene za natis, ki pa ni izšla. 
Vplivov na avtorja je bilo ogromno. Ob avtorjevem širokem literarnem horizontu naj bi nanj vplivali predvsem Joseph Conrad – Korzeniowski ter Štefan Žeromski, predvsem pa je nanj vplivala realistična tradicija in načela literature Mlade Poljske. Kritiki so opazili in opozorili tudi na prvine v njegovi prozi, ki so se prvič pojavile v moderni ameriški literaturi, s katero je bil avtor dobro seznanjen (R. Štefan.) 

## Dela
- Drogi nieuniknione (Neizogibne poti, 1936)
- Ład serca (Urejenost srca, 1938)
- Wielki Tydzień (Veliki teden, 1943)
- Apel (Apel, 1945)
- Noc (Noč, 1945)
- Święto Winkelrida (Praznik Winkelrida, 1946)
- Popiół i diament (Pepel in diamant, 1948)
- O człowieku radzieckim (1951)
- Ludzie i zdarzenia 1951 (1952)
- Ludzie i zdarzenia 1952 (1953)
- Wojna skuteczna, czyli opis bitew i potyczek z Zadufkami (1954)
- Książka dla Marcina (Knjiga za Martina – Spomini na Varšavo, 1954)
- Złoty lis (Zlata lisica, 1955)
- Ciemności kryją ziemie (Temine pokrivajo zemljo, 1957)
- Niby gaj (Kakor gaj, 1959)
- Bramy raju (Nebeška vrata, 1960)
- Idzie skaząc po górach (Hodi skakáje po gorah, 1963)
- Miazga (Brezoblična gmota, 1966)
- Apelacja (Poziv, 1966)
- Prometeusz (Prometej, 1976)
- Taraz na ciebie zagłada (1976)
- Już prawie nic, (Skoraj nič, 1979)
- Nowe opowiadania (Nove zgodbe, 1980)
- Nikt (Nihče, 1983)
- Z dnia na dzień (1988)
- Zeszyt Marcina (1994)

## Prevodi v slovenščino
- Pepel in diamant (prev. France Vodnik, spremna beseda Rozka Štefan, 1975)
- Veliki teden – povest (prev. Bruno Hartman, 1977)
- Pisma / Czesław Miłosz, Jerzy Andrzejewski (prev. Jana Unuk, 2000)
- Poziv (prev. Tone Pretnar, spremna beseda Niko Jež, 2012)